# Pasco County
Das Pasco County ist ein County im Bundesstaat Florida in den Vereinigten Staaten. Der Verwaltungssitz (County Seat) ist Dade City.

## Geschichte
Das Pasco County wurde am 2. Juni 1887 aus Teilen des Hernando County gebildet. Benannt wurde es nach Samuel Pasco, der dem US-Senat von 1887 bis 1899 angehörte.
In Elfers steht das historische Samuel Baker House.

## Geographie
Das County hat eine Fläche von 2248 Quadratkilometern, wovon 319 Quadratkilometer Wasserfläche sind. Es grenzt im Uhrzeigersinn an folgende Countys: Hernando County, Sumter County, Polk County, Hillsborough County und Pinellas County. Zusammen mit den Countys Hernando, Hillsborough und Pinellas bildet das County die Metropolregion Tampa Bay Area.

## Demografische Daten
Nach der Volkszählung im Jahr 2010 lebten im Pasco County 464.697 Menschen in 228.583 Haushalten. Die Bevölkerungsdichte betrug 240,9 Einwohner pro Quadratkilometer. Ethnisch betrachtet setzte sich die Bevölkerung zusammen aus 88,2 % Weißen, 4,5 % Afroamerikanern, 0,4 % Indianern und 2,1 % Asian Americans. 2,7 % waren Angehörige anderer Ethnien und 2,2 % verschiedener Ethnien. 11,7 % der Bevölkerung bestand aus Hispanics oder Latinos.
Im Jahr 2010 lebten in 28,8 % aller Haushalte Kinder unter 18 Jahren sowie 35,8 % aller Haushalte Personen mit mindestens 65 Jahren. 67,0 % der Haushalte waren Familienhaushalte (bestehend aus verheirateten Paaren mit oder ohne Nachkommen bzw. einem Elternteil mit Nachkomme). Die durchschnittliche Größe eines Haushalts lag bei 2,42 Personen und die durchschnittliche Familiengröße bei 2,90 Personen.
23,4 % der Bevölkerung waren jünger als 20 Jahre, 21,8 % waren 20 bis 39 Jahre alt, 27,4 % waren 40 bis 59 Jahre alt und 27,4 % waren mindestens 60 Jahre alt. Das mittlere Alter betrug 44 Jahre. 48,6 % der Bevölkerung waren männlich und 51,4 % weiblich.
Das jährliche Durchschnittseinkommen eines Haushalts betrug 43.787 USD, dabei lebten 13,7 % der Bevölkerung unter der Armutsgrenze.
Im Jahr 2010 war englisch die Muttersprache von 86,85 % der Bevölkerung, spanisch sprachen 8,27 % und 4,88 % hatten eine andere Muttersprache.

## Kultur und Sehenswürdigkeiten

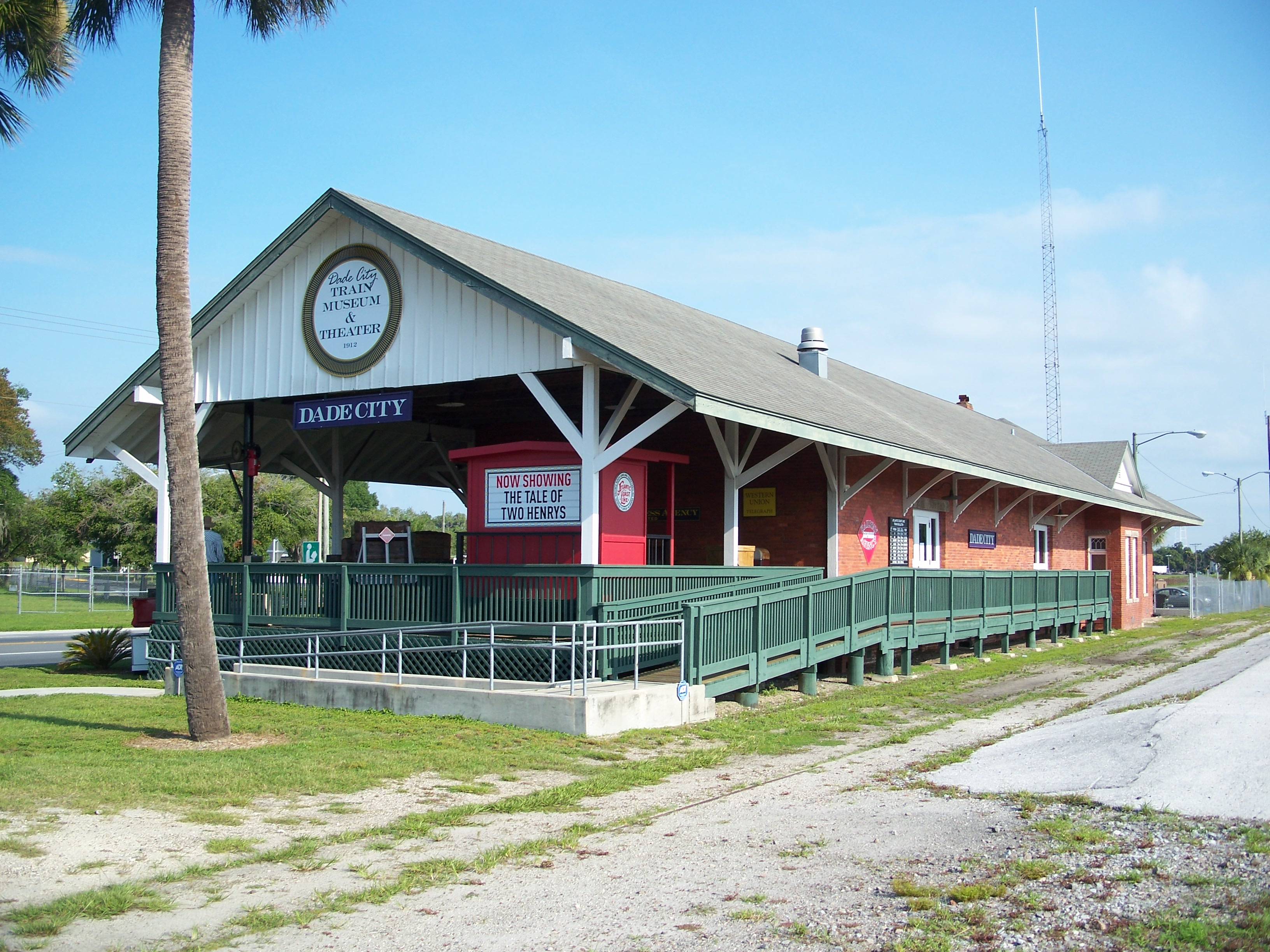
Der Bahnhof Dade City (Foto von 2009) wurde 1912 durch die Atlantic Coast Line Railroad in Betrieb genommen. Im Jahr 1971 übernahm Amtrak die Strecke. Im Juli 1994 wurde der Bahnhof als erstes Objekt im County in das NRHP eingetragen.

Elf Bauwerke, Stätten und Historic Districts („historische Bezirke“) im Pasco County sind im National Register of Historic Places („Nationales Verzeichnis historischer Orte“; NRHP) eingetragen (Stand 15. Februar 2023), darunter das Gerichts- und Verwaltungsgebäude des County, ein Hotel und eine archäologische Fundstätte.

## Weiterführende Bildungseinrichtungen
- Pasco-Hernando Community College in Dade City
- Pasco-Hernando Community College in New Port Richey
- Saint Leo University in Saint Leo
- Trinity College of Florida in Trinity

## Orte im Pasco County
Orte im Pasco County mit Einwohnerzahlen der Volkszählung von 2010:
Cities:
- Dade City (County Seat) – 6.437 Einwohner
- New Port Richey – 14.911 Einwohner
- Port Richey – 2.671 Einwohner
- San Antonio – 1.138 Einwohner
- Zephyrhills – 13.288 Einwohner

Town:
- St. Leo – 1.340 Einwohner

Census-designated places:
- Aripeka – 308 Einwohner
- Bayonet Point – 23.467 Einwohner
- Beacon Square – 7.224 Einwohner
- Connerton – 2.116 Einwohner
- Crystal Springs – 1.327 Einwohner
- Dade City North – 3.113 Einwohner
- Elfers – 13.986 Einwohner
- Heritage Pines – 2.136 Einwohner
- Holiday – 22.403 Einwohner
- Hudson – 12.158 Einwohner
- Jasmine Estates – 18.989 Einwohner
- Key Vista – 1.757 Einwohner
- Lacoochee – 1.714 Einwohner
- Land O’ Lakes – 31.996 Einwohner
- Meadow Oaks – 2.442 Einwohner
- Moon Lake – 4.919 Einwohner
- New Port Richey East – 10.036 Einwohner
- Odessa – 7.267 Einwohner
- Pasadena Hills – 7.570 Einwohner
- Quail Ridge – 1.040 Einwohner
- River Ridge – 4.702 Einwohner
- Shady Hills – 11.523 Einwohner
- Trilby – 429 Einwohner
- Trinity – 10.907 Einwohner
- Wesley Chapel – 44.092 Einwohner
- Zephyrhills North – 2.600 Einwohner
- Zephyrhills South – 5.276 Einwohner
- Zephyrhills West – 5.865 Einwohner